# Kalanchoe gracilipes

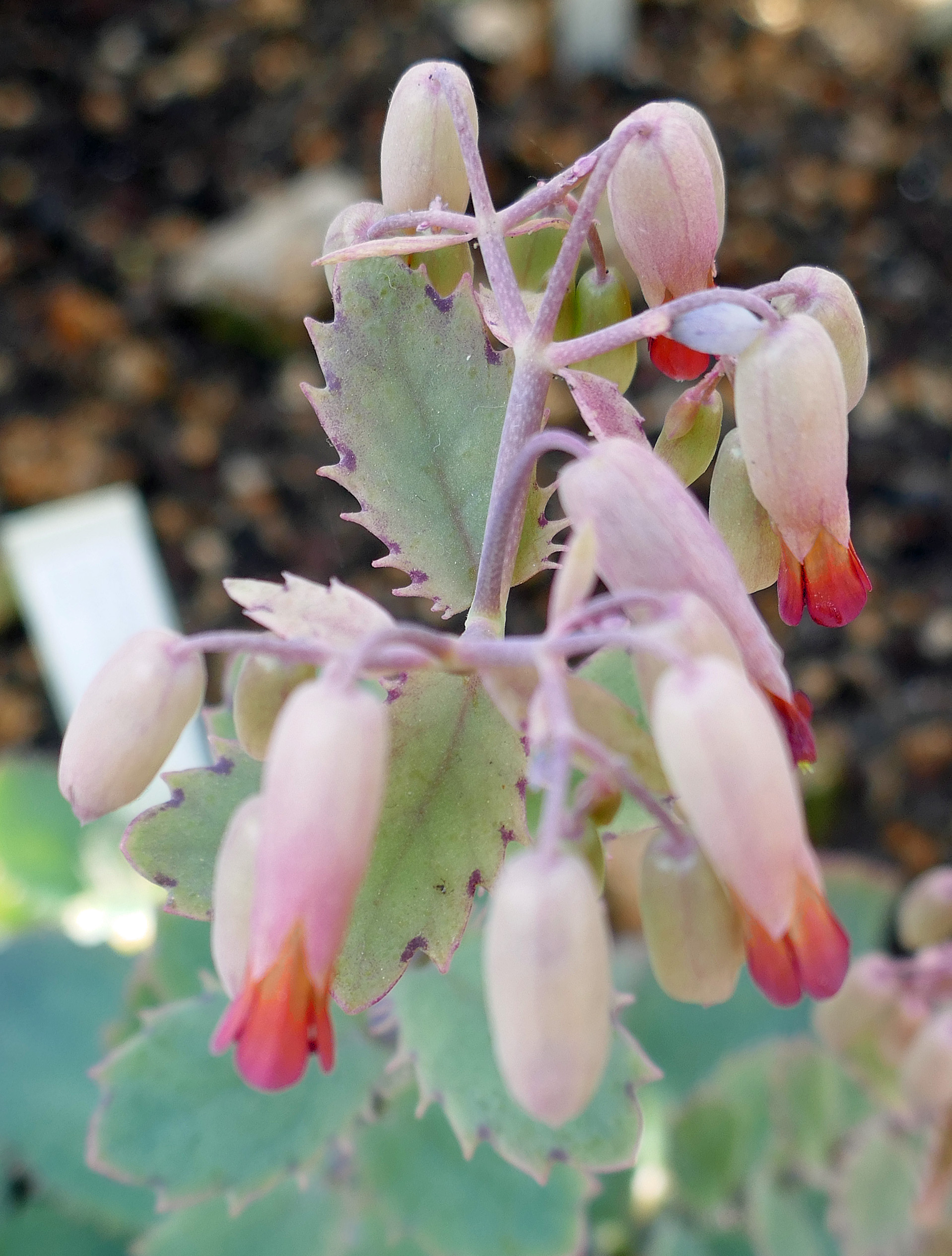
Flors

Kalanchoe gracilipes és una espècie de planta suculenta del gènere Kalanchoe, de la família de les Crassulaceae.

## Descripció
És una planta epifita perenne, totalment glabra, amb esveltes tiges flexuoses d'una base decumbent, prostrada, de 60 cm, amb arrels fibroses dels nodes inferiors.
Les fulles són verdes, peciolades, pecíol terete, de 6 a 22 mm, làmina oblonga, ovada a ovat-orbicular, de 1 a 3 cm de llarg i de 0,5 a 2 cm d'ample, punta obtusa, base cuneada, marges profundament crenats.
Les inflorescències amb corimbes de 2 a 6 flors, pedicels molt esvelts, de 12 a 20 mm.
Les flors són pèndules; calze verd; tub de 2 a 3 mm; sèpals ovats a semi-orbiculars, de 2,5 a 3,5 mm de llarg i de 3,5 a 4,5 mm d'ample; corol·la urceolada, de color vermell brillant, taronja-vermell, groc, groc-verd o rosa clar, tub 20 a 25 mm; pètals ovats a semi-orbiculars, obtusos, d'uns 4 mm de llarg i 6 mm d'ample; estams inclosos; anteres negres.
Aquesta atractiva espècie és un dels pocs epífits del gènere, que té la seva llar en boscos plujosos ombrívols amb una elevada humitat de l'aire.
És intermedi entre la secció Kalanchoe (estams inserits sobre la meitat del tub de la corol·la) i la secció Bryophyllum (calze, flors penjants) però pertany a aquesta última.

## Distribució
Planta endèmica de Madagascar central i oriental. Creix epífita a la selva tropical.

## Taxonomia
Kalanchoe gracilipes va ser descrita per Henri Ernest Baillon (Baill.) i publicada a Bulletin Mensuel de la Société Linnéenne de Paris. 469. 1885.

### Etimologia
Kalanchoe: nom genèric que deriva de la paraula cantonesa "Kalan Chauhuy", 伽藍菜 que significa 'allò que cau i creix'.
gracilipes: epítet llatí que significa 'esvelt'.

### Sinonímia
- Kitchingia gracilipes  Baker (1881) / Bryophyllum gracilipes  (Baker) Eggli (1992)